# Трасвилл
Трасвилл (англ. Trussville) — город в округах Джефферсон и Сент-Клэр в американском штате Алабама. По данным переписи населения США 2020 года, численность населения составляла 26 123 человека.

## Население
| 2010   | 2020    |
| ------ | ------- |
| 19 933 | ↗26 123 |